# 유강터널
유강터널(柳江터널)은 경상북도 경주시 강동면 유금리와 포항시 남구 연일읍 유강리를 이어주는 국도 제7호선의 터널이다. 길이는 2.87km, 노폭 19.7m의 달한다. 1995년 착공해, 2002년 11월에 개통하였다.